# Kalamar dolma
Kalamar dolma (calamar farcit en turc) és un plat a la cuina turca que es fa omplint el cos del calamar amb els seus propis tentacles, o a vegades amb altres ingredients i cuinant a la graella o amb un altre mètode. Es pot considerar, en el sentit general, una altra variant dels plats agrupats en la categoria general de dolma.